# Band di supporto e collaboratori di Bryan Adams

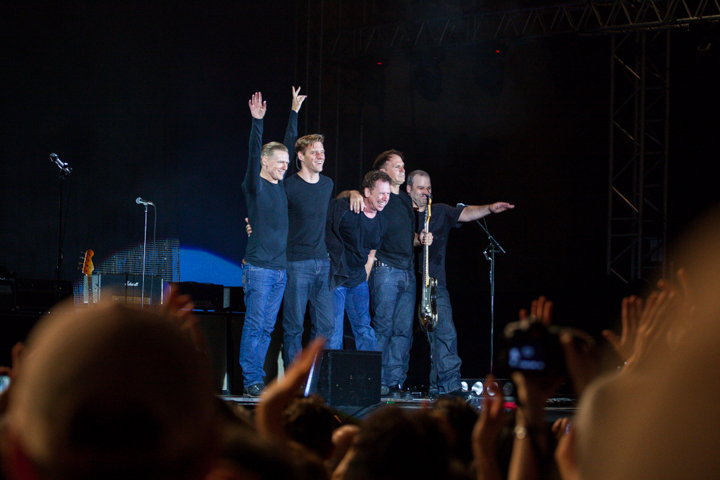
Bryan Adams, Gary Breit, Mickey Curry, Keith Scott, Norm Fisher (2013)

## Storia
La carriera solista di Adams iniziò nel 1978, una band di supporto non si materializzò immediatamente. Fu solo all'inizio del lavoro sul secondo album di Adams, You Want It You Got It, che la band iniziò a cristallizzarsi. La sua prima band solista in tour nell'autunno del 1981 comprendeva il chitarrista solista Keith Scott, il bassista Dave Reimer, il tastierista John Hannah e il batterista Jimmy Wesley. Lavorarono all'album e al fianco di Adams il batterista degli Hall & Oates Mickey Curry e il tastierista Tommy Mandel, che sarebbero diventati membri regolari del gruppo.
L'album del 1983 di Adams, Cuts Like a Knife, vide l'aggiunta del bassista Dave Taylor e del chitarrista Keith Scott, che aveva lavorato con Adams in passato.
Con Taylor e Scott aggiunti alla line-up, la band aveva ora assunto la forma che avrebbe mantenuto per i successivi 15 anni.
Nel 1998, Tommy Mandel e Dave Taylor lasciarono la band, in quel periodo la band era formata da Mickey Curry alla Batteria, Keith Scott come chitarra ritmica e solista e Adams al basso. Questa disposizione è continuata fino al 2002, quando Adams ha deciso di tornare al formato di cinque membri e furono arruolati Norm Fisher come bassista e il tastierista Gary Breit. Questa è la formazione che la band ha mantenuto fino al 2016. Fisher se ne andò e fu sostituito da Phil Thornalley per un anno, prima che anche lui se ne andasse e fu a sua volta sostituito da Solomon Walker. 
Nel 2021, Pat Steward si è unito alla band alla batteria, mentre Mickey Curry rimane a casa con la sua famiglia durante la pandemia di COVID-19.
Dal 30 settembre 2024, Adams si alterna anche al basso durante i concerti, in sostituzione di Solomon Walker.
Questa è la formazione della band che ad'oggi supporta Adams nelle tournée:

### Keith Scott

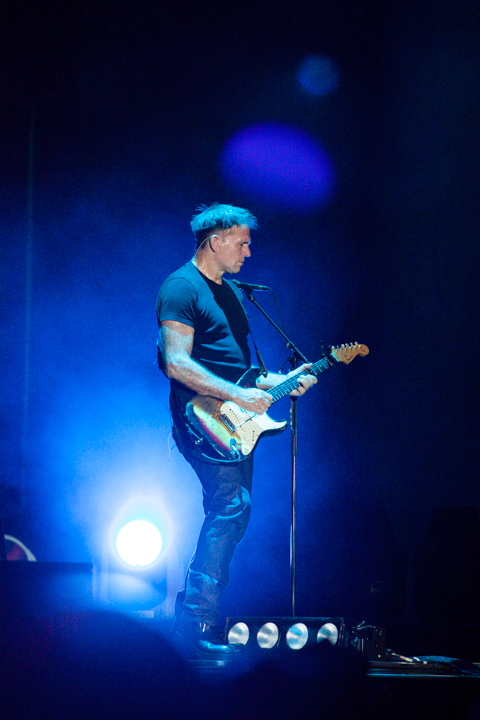
Keith Scott

Keith Douglas Scott nato il 20 luglio 1954 a Vancouver, Columbia Britannica, è un musicista canadese, chitarrista di Adams dal 1981.Nella band di supporto lui è la chitarra solista e ritmica. La sua attività da musicista e chitarrista è iniziata nel 1971, quando ha formato una band con suoi amici che aveva conosciuto a scuola. Con Adams si sono conosciuti nel 1976 a Toronto quando era in tour con la rock band canadese "Zingo".Ad'oggi è l'unico membro della band di supporto che collabora ininterrottamente con Adams dai primi anni ottanta.

### Pat Steward
Pat Steward nato il 4 maggio 1962 a Vancouver, è un batterista professionista dall'inizio degli anni ottanta, si esibiva con una band Ska i  Rubber Biscuit. In uno dei loro spettacoli, Steward è stato notato da Bryan Adams e reclutato per suonare e fare un tour per promuovere l'album di successo di Adams Reckless. Tra le tante tappe del tour mondiale, Steward si è esibito con Adams al Live Aid nel 1985 e nel Amnesty International / Conspiracy of Hope Tour nel 1986. Nel 2021, il batterista Pat Steward si è unito alla band di supporto per il So Happy It Hurts Tour.

### Gary Breit
Gary Breit nato il 18 giugno 1960 a Espanola, Ontario, è un musicista canadese, tastierista di Adams dall'estate 2002.
Breit accompagna al Pianoforte Adams nel suo The Bare Bones Tour.

## Membri della band

### Membri ufficiali attuali
- Bryan Adams — voce, chitarra ritmica, chitarra elettrica, acustica, basso, armonica, percussioni, tastiere, basso (1979-presente)
- Keith Scott — chitarra elettrica e acustica, cori (1981-presente)
- Gary Breit — tastiere, pianoforte, cori (2002-presente)
- Pat Steward — batteria, cori (1984-1986; 2021-presente)

### Ex-componenti
- Tommy Mandel — pianoforte, tastiere, cori (1981-1998)
- Dave Taylor — basso, cori (1981-1998)
- Mickey Curry — batteria, percussioni, cori (1981-2021)
- Dave Reimer — basso, cori (1981)
- Jimmy Wesley —  batteria  (1981-1982)
- John Hannah — tastiere, cori  (1981-1988)
- Frankie LaRocka — batteria  (1983)
- Danny Cummings — percussioni, cori (1996-1998)
- Norm Fisher — basso, cori (2002 - 2016)
- Phil Thornalley — basso(2016-2017)
- Solomon Walker — basso (2017-2024)

### Collaborazione musicale
- Jim Vallance — batteria, tastiere, percussioni in Let Me Take You Dancing, Bryan Adams, Cuts Like a Knife, Reckless, Into the Fire, Waking Up the Neighbours, 11, Get Up, Shine a Light e Pretty Woman - The Musical
- Lou Gramm — cori nell'album Cuts Like a Knife
- Steve Smith — batteria  in Heaven
- Tina Turner — voce in It's Only Love
- Mutt Lange — tastiere, chitarra in (Everything I Do) I Do It for You, 18 til I Die,
- Edward Shearmur — tastiere nell'album Waking Up the Neighbours e in All for Love
- David Paich — tastiere in Please Forgive Me
- Rod Stewart — voce in All for Love
- Sting — voce, basso in All for Love
- Dominic Miller — chitarra in All for Love
- Michael Kamen — pianoforte e arrangiamento in (Everything I Do) I Do It for You, 18 til I Die, Unplugged e  I Was Only Dreaming '
- Danny Cummings — percussioni in UnpluggedOn a Day Like Today
- Paco de Lucía — chitarra flamenca in Have You Ever Really Loved a Woman?
- Barbra Streisand — voce in I Finally Found Someone
- Bonnie Raitt — chitarra e voce in Rock Steady
- Patrick Leonard — pianoforte in Unplugged
- Davy Spillane — uilleann pipes, low whistle in Unplugged e Live at Slane Castle
- Phil Thornalley — chitarra, basso in On a Day Like Today, Room Service,Get Up e Shine a Light
- Melanie C — voce in When You're Gone
- Chicane — remix in Cloud Number Nine e Don't Give Up
- Hans Zimmer — arrangiamento in Spirit: Stallion of the Cimarron
- Sarah McLachlan — voce in Don't Let Go
- Pamela Anderson — voce in When You're Gone(Anthology)
- David Foster — pianoforte, tastiere nell'album Tracks of My Years
- Rusty Anderson — chitarra negli album  Tracks of My Years e Shine a Light
- Josh Freese — batteria negli album  Tracks of My Years e Shine a Light
- Dean Parks — chitarra elettrica nell'album Tracks of My Years
- Abe Laboriel Jr. — batteria negli album  Tracks of My Years e Shine a Light
- Jeff Lynne — pianoforte, basso, batteria, chitarra, cori nell'album Get Up
- Jennifer Lopez — voce in  That’s How Strong Our Love Is

### Cronologia
La cronologia, contiene tutti i membri ufficiali attuali e turnisti, che negli anni hanno collaborato con Adams negli album in studio e nelle tournée.

## Co-scrittori e collaboratori
| Scrittore                | Primo lavoro                               | Ultimo lavoro                                            | Nazionalità |
| ------------------------ | ------------------------------------------ | -------------------------------------------------------- | ----------- |
| Jim Vallance             | Let Me Take You Dancing (1978)             | So Happy It Hurts (2022)                                 | Canadese    |
| Eric Kagna               | Bryan Adams (1980)                         | Cuts Like a Knife (1983)                                 | Canadese    |
| Allee Willis             | Bryan Adams (1980)                         | Bryan Adams (1980)                                       | Americano   |
| Eric Carr                | Cuts Like a Knife (1983)                   | Cuts Like a Knife (1983)                                 | Americano   |
| Robert John "Mutt" Lange | Waking Up the Neighbours (1991)            | So Happy It Hurts (2022)                                 | Britannico  |
| Michael Kamen            | "(Everything I Do) I Do It for You" (1991) | I Was Only Dreamin (Arrangiamento) - Room Service (2004) | Britannico  |
| Gretchen Peters          | "Rock Steady" (1995)                       | So Happy It Hurts (2022)                                 | Americana   |
| Eliot Kennedy            | 18 til I Die (1996)                        | 11 (2008)                                                | Britannico  |
| Phil Thornalley          | On a Day Like Today (1998)                 | That's Rock and Roll, Shine a Light (2019)               | Britannico  |
| Max Martin               | On a Day Like Today (1998)                 | "When You're Gone" (1999)                                | Svedese     |
| Hans Zimmer              | Spirit (2002)                              | Spirit (2002)                                            | Britannico  |
| Gavin Greenaway          | Spirit (2002)                              | Spirit (2002)                                            | Britannico  |
| Jörgen Elofsson          | Room Service (2004)                        | Room Service (2004)                                      | Svedese     |
| Trevor Rabin             | 11 (2008)                                  | 11 (2008)                                                | Sudafricano |
| Jeff Lynne               | Do What Ya Gotta Do, Get Up! (2015)        | Do What Ya Gotta Do, Get Up! (2015)                      | Britannico  |
| Ed Sheeran               | Shine a Light (2019)                       | Shine a Light (2019)                                     | Britannico  |

## Co-Produttori discografici
| Co-Produttore album |
| --- |
| Jim Vallance - Bryan Adams(1980) |
| Bob Clearmountain - You Want It You Got It (1981) - Cuts Like a Knife (1983) - Reckless (1984) - Into the Fire (1987) - So Far So Good (1993) - Anthology 1980-2005 (2005) |
| Robert John "Mutt" Lange - Waking Up the Neighbours (1991) - 18 til I Die (1996) - The Best of Me (1999) - Anthology 1980-2005 (2005) - 11 (2008)                          |
| Patrick Leonard - MTV Unplugged (1997) |
| Bob Rock - On a Day Like Today (1998) - Tracks of My Years (2014) - Shine a Light (2019)                                                                                   |
| David Foster - Tracks of My Years (2014) |

| Produttore album |
| --- |
| Bryan Adams - Live! Live! Live! (1988) - Room Service (2004) - Bare Bones (2010) - Pretty Woman – The Musical (2022) - So Happy It Hurts (2022) - Classic (2022) - Classic Pt II (2022) |
| Jeff Lynne - Get Up! (2015) |

## Collaborazione musicale Adams & Vallance
Oltre a Adams, il batterista della band pop canadese Prism Vallance, co-fondata insieme al suo amico Bruce Fairbairn nel 1975, con lo pseudonimo "Rodney Higgs.", ha scritto canzoni per molti artisti di fama internazionale come Bonnie Raitt, Aerosmith, Carly Simon, Rod Stewart, Roger Daltrey, Tina Turner, Alice Cooper, Ozzy Osbourne, Kiss, Scorpions, Anne Murray, Joe Cocker, Lita Ford, L.A. Guns, Mr. Big, Rick Springfield e altri artisti.
Dopo aver lasciato la band canadese Prism, Vallance ha lavorato come turnista a Vancouver per guadagnarsi da vivere, mentre il suo obiettivo finale era quello di essere a tempo pieno cantautore. Lui aveva bisogno di un artista per promuovere le sue canzoni. Nel frattempo, un giovane artista di nome Bryan Adams era appena diventato il cantante di una band locale Sweeney Todd a Vancouver. Adams ha deciso di lasciare la band per intraprendere la carriera da solista, ma a 18 anni era ancora inesperto nel mondo della musica. In cerca di aiuto, un incontro informale è stato organizzato tra Vallance e Adams in un negozio di dischi locale. Nel corso dell'incontro, hanno deciso di creare un partenariato per comporre e scrivere canzoni. La disposizione era duplice. A lungo termine, le canzoni sarebbero state utilizzate principalmente come materiale per la carriera da solista di Adams.
Il corso iniziale era abbastanza difficile. I Demo delle prime canzoni di Adams sono state respinte da numerose case discografiche. Nel 1978 la coppia Adams-Vallance riesce a firmare il loro contratto discografico con la A&M e viene pubblicato il singolo Let Me Take You Dancing.
Il tandem Adams-Vallance era sconosciuto e come tale la maggior parte degli artisti non erano interessati a considerare le loro canzoni. Vallance riesce a strappare un contratto per scrivere e organizzare per la Bachman-Turner Overdrive il loro album Rock n' Roll Nights attraverso la loro associazione con il manager Bruce Allen. Il ruolo di produttore è stato aggiunto a metà delle registrazioni. In tutti e 5 i brani sono stati conferiti: Vallance ha scritto due brani, Jamaica e Rock 'n Roll Hell, co-scritto due canzoni con altri membri della Bachman-Turner Overdrive mentre Adams ha contribuito con il brano Wastin' Time.
Nel 1979, i Prism sono tornati in studio per registrare il loro terzo album, Armageddon e avevano bisogno di un aiuto per scrivere e comporre le canzoni. Dal momento dalla partenza di Vallance (Rodney Higgs), la formazione attuale non era in grado di riempire in modo adeguato il vuoto che si era creato per scrivere i brani per il loro nuovo album. Vallance ha portato con sé il suo nuovo collaboratore musicale Bryan Adams.
Adams ha scritto e co-scritto tre canzoni per l'album e suonato la chitarra in un brano. Take It or Leave It è stato accreditato come "B. Adams / R. Higgs" poiché Vallance ha voluto identificarsi con i suoi fan dei Prism utilizzando il suo pseudonimo.
Vallance ha poi prodotto Rendezvous per la band band CANO's dell'Ontario; poi ha definito un altro contratto con Bruce Fairbairn per scrivere canzoni per Ian Lloyd nel 1980 e di nuovo nel 1982. In totale, 6 composizioni Adams-Vallance sono state utilizzate da Lloyd e altre 4 sono state in collaborazione tra Vallance e la band di Lloyd. Nel mezzo, Vallance ha lavorato come session e musicista come batterista per uno show televisivo di Tom Jones prodotto a Vancouver. Inoltre, nel 1981, Vallance ha coprodotto (insieme con la band), il secondo album Wrap It! di Doug and the Slugs di Vancouver. Vallance ha anche continuato a lavorare come arrangiatore e coautore di altri brani musicali, lavorando con la band Toronto su un brano inedito intitolato What About Love nel 1982, che poi sarebbe diventato un grande successo.
Nel 1982, Vallance e Adams hanno ricevuto una telefonata dal produttore Michael James Jackson per contribuire ad alcune canzoni per il successivo album dei Kiss. Sebbene Vallance e Adams non fossero fan del heavy metal, è stata un'occasione d'oro per l'esposizione per le loro canzoni da un gruppo rock di classe mondiale. Con la collaborazione di Gene Simmons, il brano War Machine e una ri-scritta Rock 'n Roll Hell sono stati registrati dai Kiss per l'album Creatures of the Night.
Più tardi, Bonnie Raitt, che ha sentito una demo della loro canzone No Way to Treat a Lady, decise di registrarlo. Tra il 1980 e il 1982, Adams ha registrato e pubblicato i suoi primi due album da solista, omonimo Bryan Adams e You Want It You Got It. Vallance ha lavorato come co-produttore del primo. Anche se nessuno dei due album è stato un grande successo, il lungo tour di Adams lo ha aiutato a raccogliere un sacco di riconoscimenti come artista. Il team Adams-Vallance stava cominciando a prendere slancio.
Cuts Like a Knife era l'album di svolta di Adams. Pubblicato nel 1983, lo ha consacrato come star della musica nordamericana; l'album non ha riscosso un grande successo in Europa. Ha inoltre istituito il team di compositori Adams-Vallance nel settore della musica, come altri artisti hanno iniziato a prendere in considerazione le loro canzoni sul serio. L'album conteneva tre singoli: Straight from the Heart, Cuts Like a Knife e This Time.
I'm Ready, The Only One e Take Me Back hanno ottenuto diversi Airplay. Ironia della sorte, Straight from the Heart è stato il brano ad ottenere il migliore piazzamento nelle classiche dei tre e non era una composizione di Vallance. È stato scritto da Adams con il titolo "donato" dal suo amico Eric Kagna (accreditato come Adams-Kagna). Gli altri brani erano composizioni di Adams-Vallance. L'album Cuts Like a Knife è stato certificato triplo disco di platino in Canada e certificato disco di platino negli Stati Uniti. Ai Juno Awards, Cuts Like a Knife e Straight from the Heart è stato nominato come singolo dell'anno, mentre Cuts Like a Knife ha vinto il Composer of the Year per la composizione dell'album da parte del team Adams-Vallance.
Così come Cuts Like a Knife lo ha reso una star, Reckless ha fatto di Adams una superstar internazionale e ha fatto lo stesso per la squadra compositori Adams-Vallance. Entro la fine del 1985 dall'album Reckless erano stati estratti sei singoli e vendeva milioni di copie in tutto il mondo. Adams-Vallance erano considerati fra i migliori compositori e scrittori di canzoni nel settore della musica.
Il team Adams-Vallance ha scritto canzoni per artisti come Paul Dean, Kiss, Bonnie Raitt e molti altri artisti. Dopo aver condiviso il premio Juno Awards come compositore dell'anno con Adams nel 1984 e nel 1985, Vallance ha vinto due premi da solo nel 1986 e nel 1987. È stato co-destinatario con Adams del William Harold Moon Award PRO del Canada per la realizzazione internazionale nel 1985.
Nel 1985 Vallance è stato coinvolto nel progetto come co-sceneggiatore e produttore esecutivo della canzone, Tears Are Not Enough per l'Africa. David Foster era stato contattato da Quincy Jones, produttore degli USA for Africa, chiedendogli se poteva realizzare lo stesso progetto con artisti canadesi. Gli artisti statunitensi avevano appena inciso il loro. Foster accettò e subito si è era messo in contatto con Vallance che sapeva stava lavorando fuori stesso studio in quel momento. Anche se Foster e Vallance si conoscevano attraverso l'industria della musica, non avevano mai collaborato in una canzone. Foster è arrivato a casa di Vallance il giorno dopo i due hanno lavorato sulla musica nello studio di Vallance. Rachel Paiement, moglie di Vallance, ha scritto i testi francesi. Bryan Adams è tornato dal tour il giorno seguente per completare il testo del brano. Il titolo è stato preso da una canzone non registrata da Bob Rock e Paul Hyde della band canadese The Payolas che Foster stava producendo in quel periodo. La scrittura del brano è accreditata a Foster, Vallance, Adams, Paiement, Rock & Hyde. La registrazione con gli artisti canadesi ha avuto luogo il 10 febbraio 1985 presso i Manta Studios di Toronto, Ontario. Vallance ha suonato i tamburi sulla registrazione. Vallance è stato accreditato come produttore esecutivo per la registrazione da parte di Bruce Cockburn in uno studio ad Amburgo, in Germania.
Durante il 1988 e il 1989, il partenariato Adams-Vallance si sciolse. Adams era sotto forte pressione da parte della casa discografica. Into the Fire è stato acclamato dalla critica e ha venduto bene, ma rispetto a Reckless era considerato come un fallimento dalla dirigenza, che contava su maggiori ricavi. Nel frattempo, Vallance era appena diventato padre e il suo stile di vita era cambiata considerevolmente. Non poteva più permettersi di trascorrere lunghe giornate e settimane in studio per lavorare sulle canzoni con Adams. Inoltre, Adams lamentò che il partner musicale Vallance stava collaborando con altri artisti. Nel settembre 1989, Vallance ha informato Adams che non voleva più lavorare con lui e il partenariato Adams-Vallance era finito. La scissione è stata la causa per la quale per diversi anni Adams e Vallance non parlano se non attraverso i media. Intorno alla metà degli anni novanta hanno messo da parte le loro differenze e sono diventati amici con la comprensione la loro collaborazione di scrivere canzoni era finita. Nel 2003, Adams ha incontrato Vallance per una proposta che se gli piacerebbe co-scrivere alcune canzoni per il suo prossimo album. Vallance ha accettato la richiesta di Adams e 3 brani dell'album 11 sono accreditati con Vallance come co-sceneggiatore.
Nel 2010 Adams-Vallance hanno scritto il brano One Day interpretato da Lea Michele, per la colonna sonora del film di animazione Legends of Oz: Dorothy's (Il magico mondo di Oz).
Nel 2011 hanno scritto e prodotto il brano By Your Side interpretato dallo stesso Adams, per la colonna sonora del film di animazione Jock of the Bushveld.
Nel novembre 2012 hanno partecipato alla scrittura del brano After All dell'album To Be Loved interpretato da Michael Bublé e Adams.
L'ultimo brano indedito che hanno co-scritto Adams-Vallance è She Knows Me per l'album di cover Tracks of My Years del 2014; hanno iniziato a scrivere la canzone nel 2009 insieme per un "abbozzo" di quello che sarebbe poi la strofa. Il resto del testo è stato scritto un anno più tardi, nel 2010. Poi hanno trascurato la canzone, per 2 o 3 anni, fino a quando il produttore David Foster ha ascoltato la canzone e ha deciso per la registrazione. Nel 2013 Adams e Foster hanno registrato She Knows Me in studio a Los Angeles.
La partnership Adams - Vallance è stata riformata nel 2015 per scrivere tutte le canzoni del nuovo album di Adams, Get Up.
Adams e Jim Vallance hanno collaborato per l'adattamento musical del film Pretty Woman.Il musical ha fatto il suo debutto mondiale all'Oriental Theatre di Chicago, il 13 marzo 2018.
Vallance, ha collaborato per gli album in studio del cantautore canadese, Shine a Light (2019), Pretty Woman – The Musical (2022) e So Happy It Hurts pubblicato nel marzo 2022.